# Must

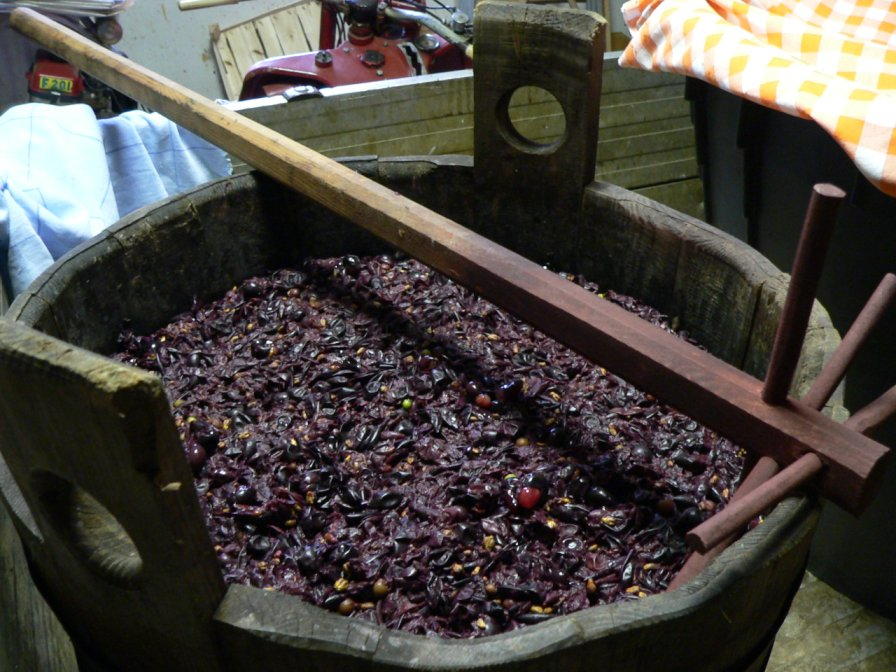
Struguri în procesul de transformare în must

Mustul este un lichid proaspăt obținut prin procesarea strugurilor. Denumirea provine de la latinescul vinum mustum însemnând "vin tânăr". Mustul poate fi consumat ca atare sau poate fi transformat în vin.
Majoritatea mustului este deja stors înainte de începerea presării, întrucât greutatea strugurilor determină o stoarcere instantanee și abundentă la nivelul întregului tambur al teascului.
Mustul care se scurge de la sine din strugurii puși în teasc, înainte de presare, poartă denumirea de ravac.
Mustul de struguri este diuretic și laxativ. Prin cantitatea de bor pe care o conține, mustul previne pierderile de calciu, ajutând la prevenirea osteoporozei sau a fragilității oaselor și stimulează activitatea creierului și starea de luciditate.

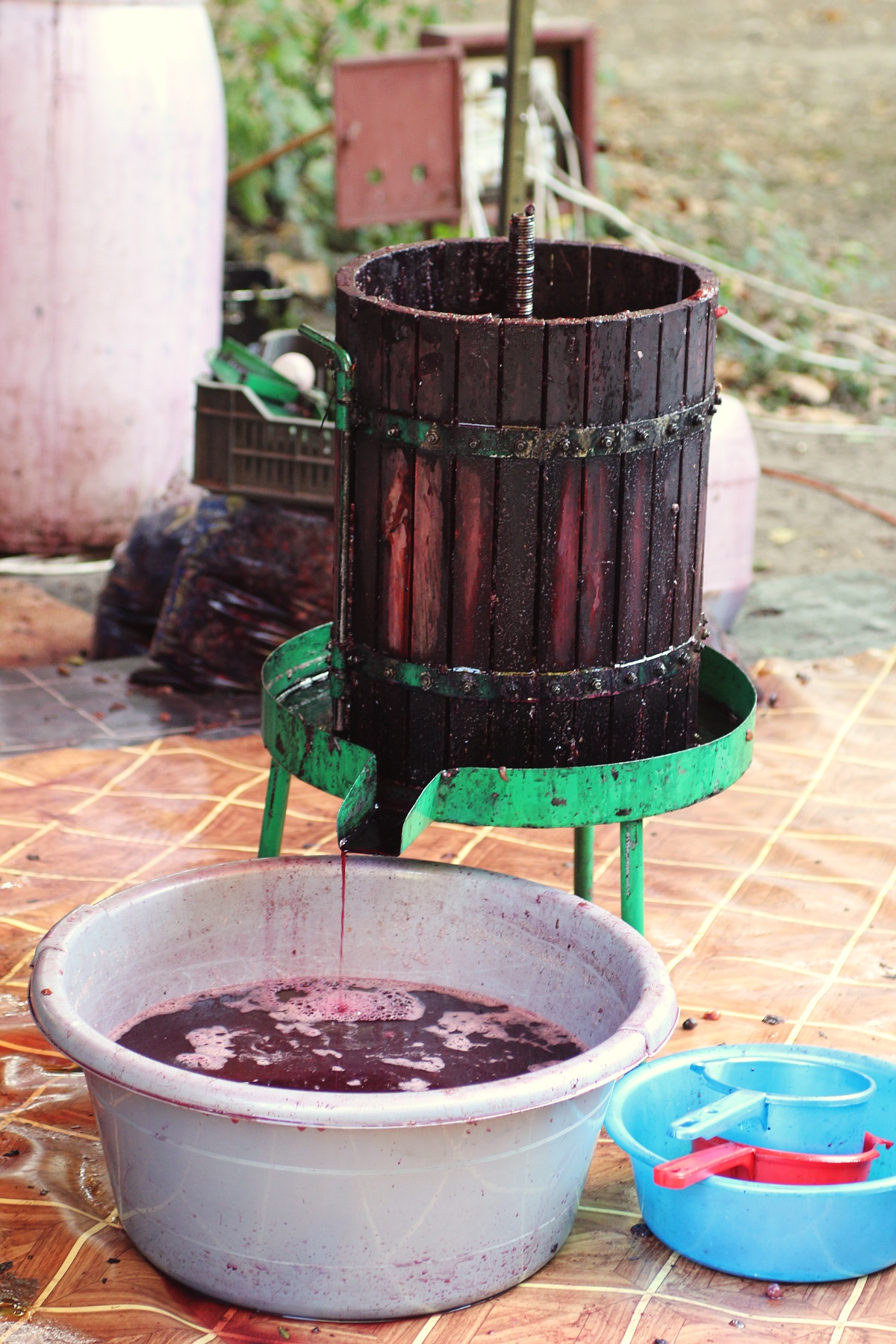
Stoarcerea strugurilor pentru a obține mustul